# Ton Buunk
Anton Gerrit Jan ("Ton") Buunk (Amsterdam, 18 september 1952) is een voormalig waterpoloër, die Nederland viermaal vertegenwoordigde bij de Olympische Spelen.
Buunk maakte zijn olympisch debuut bij de Spelen van München in 1972, waar Nederland uiteindelijk als zevende eindigde. Zijn grootste internationale succes vierde de robuuste aanvoerder vier jaar later in Montréal, waar de nationale ploeg de bronzen medaille won. Die prestatie gold jarenlang als het hoogtepunt uit de Nederlandse waterpologeschiedenis, tot het Nederlandse damesteam in 2008 goud won in Beijing.
In de twee daaropvolgende olympische toernooien moest Buunk beide keren genoegen nemen met de zesde plaats. Bij zijn vierde en laatste olympische optreden in Los Angeles had Buunk de eer om de Nederlandse vlag te dragen tijdens de openingsceremonie.
In de nationale waterpolocompetitie kwam hij onder andere uit voor De Meeuwen uit Amsterdam en speelde lange tijd voor AZC uit Alphen aan den Rijn.
Na zijn actieve sportcarrière legde Buunk zich toe op het bedrijf dat zijn vader aan het einde van de Tweede Wereldoorlog oprichtte, Buunk Metze Hoveniers BV. Sinds 1985 staat de onderneming onder zijn leiding.
Mart Bras · 
Ton Buunk · 
Wim Hermsen · 
Hans Hoogveld · 
Evert Kroon · 
Hans Parrel · 
Wim van de Schilde · 
Ton Schmidt · 
Gijze Stroboer · 
Jan Evert Veer · 
Hans Wouda
Alex Boegschoten · 
Ton Buunk · 
Andy Hoepelman · 
Evert Kroon · 
Nico Landeweerd · 
Hans Smits · 
Gijze Stroboer · 
Rik Toonen · 
Jan Evert Veer · 
Hans van Zeeland · 
Piet de Zwarte · 
Ivo Trumbić (Bondscoach)
Stan van Belkum · 
Wouly de Bie · 
Ton Buunk · 
Jan Jaap Korevaar · 
Nico Landeweerd · 
Aad van Mil · 
Ruud Misdorp · 
Dick Nieuwenhuizen · 
Eric Noordegraaf · 
Jan Evert Veer · 
Hans van Zeeland · 
 Ivo Trumbić (Bondscoach)
Johan Aantjes · 
Stan van Belkum · 
Wouly de Bie · 
Ton Buunk · 
Ed van Es · 
Anton Heiden · 
Nico Landeweerd · 
Aad van Mil · 
Ruud Misdorp · 
Dick Nieuwenhuizen · 
Eric Noordegraaf · 
Roald van Noort · 
Remco Pielstroom